# Jitka Čvančarová
Jitka Čadek Čvančarová (Mělník, 23 de marzo de 1978) es una actriz y cantante checa. En su país ha actuado principalmente en teatro, aunque su carrera en el cine y la televisión inició en el 2010 con una participación en el seriado Dokonalý svět. En 2019 participó en la película El pájaro pintado de Václav Marhoul.

## Filmografía

### Cine y televisión
- Dokonalý svět (2010) .... Michelle
- Who's Afraid of the Wolf (2008) .... Madre de Terezka
- Svatba na bitevním poli (2008) .... Jarunka
- Bestiář (2007) .... Sabina
- Restart (2005) .... Compañera de Marie
- The Painted Bird (2019) ....Ludmila